# 赵雪芳 (医生)

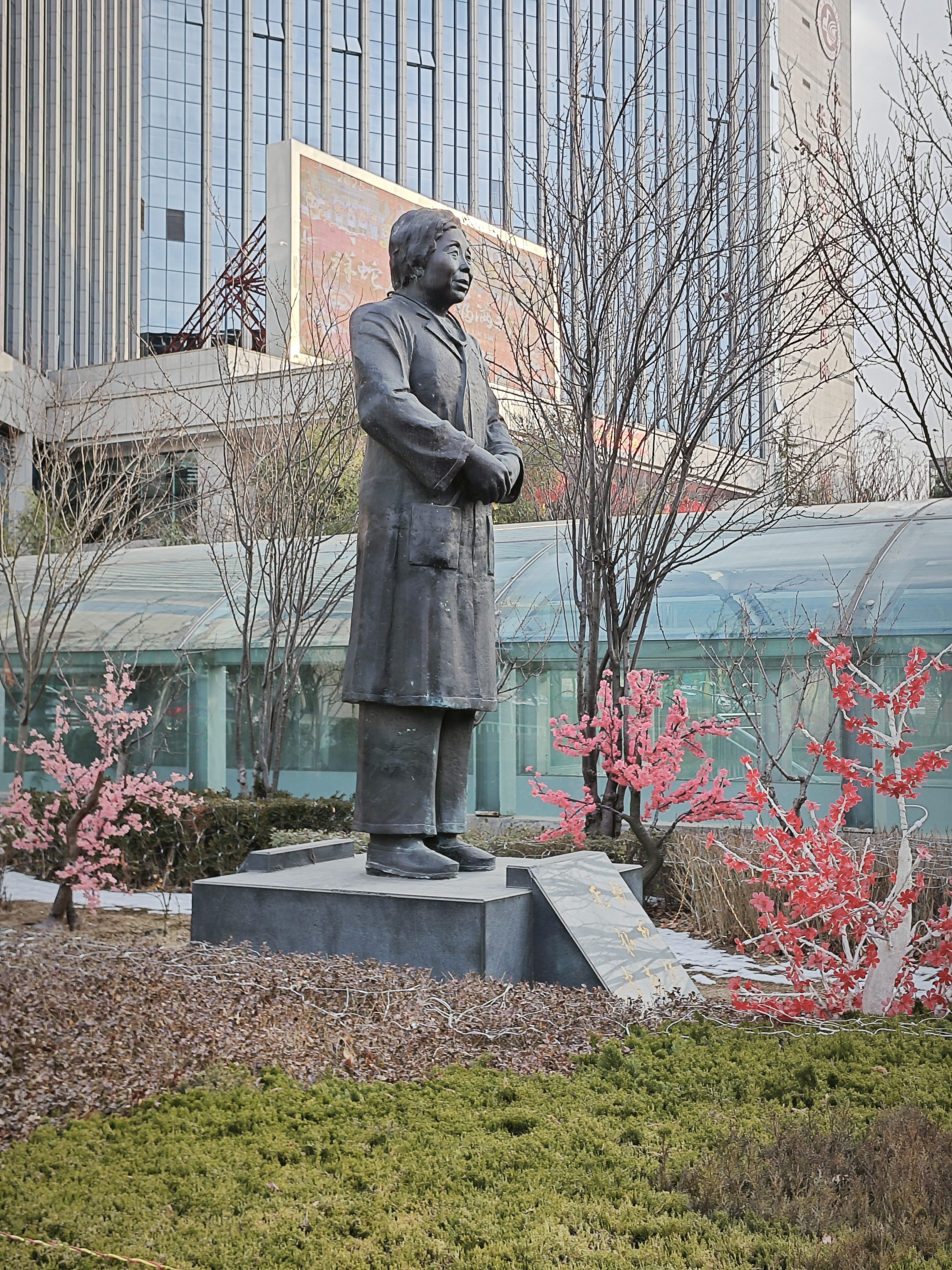
长治市人民医院前，赵雪芳雕塑，下方题词为李鹏所书“救死扶伤，无私奉献”

赵雪芳（1936年12月—1998年5月31日），山西阳城人，中华人民共和国女医生，长治市人民医院原妇产科主任，首届白求恩奖章获得者。